# УЕФА квалификације за Светско првенство у фудбалу за жене 2023 — група Ф
Група Ф, квалификационог такмичења УЕФА за Светско првенство у фудбалу за жене 2023. се састојала од шест репрезентација: Норвешка, Белгија, Пољска, Албанија, Косово и Јерменија. Састав девет група у квалификационој групној фази одређен је жребом одржаним 30. априла 2021. са тимовима који су били носиоци према рангу коефицијената.
Група се играла у кругу, као домаћин и у гостима, између 17. септембра 2021. и 6. септембра 2022. са паузом за Европско првенство за жене 2022. у јулу. Победнице група су се квалификовале на завршни турнир, док су другопласиране прочле у плеј-оф другог кола ако су биле једна од три најбоља другопласираних у свих девет група (рачунајући резултате против петопласиране екипе).

## Табела
| Pos | Тим       | О  | П | Н | И  | ГД | ГП | ГР  | Бод. | Qualification                             |
| --- | --------- | -- | - | - | -- | -- | -- | --- | ---- | ----------------------------------------- |
| 1   | Норвешка  | 10 | 9 | 1 | 0  | 47 | 2  | +45 | 28   | Светско првенство у фудбалу за жене 2023. |
| 2   | Белгија   | 10 | 7 | 1 | 2  | 56 | 7  | +49 | 22   | Плеј-оф                                   |
| 3   | Пољска    | 10 | 6 | 2 | 2  | 28 | 9  | +19 | 20   |                                           |
| 4   | Албанија  | 10 | 3 | 1 | 6  | 14 | 30 | −16 | 10   |                                           |
| 5   | Р. Косово | 10 | 2 | 1 | 7  | 8  | 35 | −27 | 7    |                                           |
| 6   | Јерменија | 10 | 0 | 0 | 10 | 1  | 71 | −70 | 0    |                                           |

## Утакмице
Сва времена су CET/CEST, како наводи УЕФА (локална времена, ако се разликују, она су у загради).
| Норвешка | 10 : 0                          | Јерменија |
| --- | ------------------------------- | --------- |
| Бергсванг 10’ · Хансен 28’ (пен.), 78’, 90+5’ · Савик 38’ · Утланд 47’, 79’, 87’ · Блакстад 62’ · Терланд 90’ | Извештај (ФИФА) Извештај (УЕФА) |           |

| Албанија        | 1 : 1                           | Р. Косово  |
| --------------- | ------------------------------- | ---------- |
| Доци 43’ (пен.) | Извештај (ФИФА) Извештај (УЕФА) | Лимани 71’ |

| Пољска    | 1 : 1                           | Белгија    |
| --------- | ------------------------------- | ---------- |
| Пајор 40’ | Извештај (ФИФА) Извештај (УЕФА) | Кајман 79’ |

| Јерменија | 0 : 1                           | Пољска          |
| --------- | ------------------------------- | --------------- |
|           | Извештај (ФИФА) Извештај (УЕФА) | Завистовска 27’ |

| Р. Косово | 0 : 3                           | Норвешка                                      |
| --------- | ------------------------------- | --------------------------------------------- |
|           | Извештај (ФИФА) Извештај (УЕФА) | Авдули 12’ (а.г.) · Блекстад 36’ · Утланд 56’ |

| Белгија                                                        | 7 : 0                           | Албанија |
| -------------------------------------------------------------- | ------------------------------- | -------- |
| Кајман 6’ · Каигни 26’, 50’ · Блом 77’, 78’, 85’ · Вулаерт 81’ | Извештај (ФИФА) Извештај (УЕФА) |          |

| Албанија                                     | 5 : 0                           | Јерменија |
| -------------------------------------------- | ------------------------------- | --------- |
| Доци 12’, 44’ · Хамиди 16’, 62’ · Луфо 90+1’ | Извештај (ФИФА) Извештај (УЕФА) |           |

| Белгија                                                                | 7 : 0                           | Костарика |
| ---------------------------------------------------------------------- | ------------------------------- | --------- |
| Ванхаевермает 3’, 36’ · Кајман 9’ · Вулаерт 16’, 51’, 69’ · Кајгни 28’ | Извештај (ФИФА) Извештај (УЕФА) |           |

| Пољска | 0 : 0                           | Норвешка |
| ------ | ------------------------------- | -------- |
|        | Извештај (ФИФА) Извештај (УЕФА) |          |

| Јерменија | 0 : 1                           | Р. Косово |
| --------- | ------------------------------- | --------- |
|           | Извештај (ФИФА) Извештај (УЕФА) | Сила 87’  |

| Норвешка                                              | 4 : 0                           | Белгија |
| ----------------------------------------------------- | ------------------------------- | ------- |
| Бергсванд 6’ · Хансен 30’ · Терланд 68’ · Енген 90+1’ | Извештај (ФИФА) Извештај (УЕФА) |         |

| Пољска                        | 2 : 0                           | Албанија |
| ----------------------------- | ------------------------------- | -------- |
| Дудек 40’ (пен.) · Месјас 89’ | Извештај (ФИФА) Извештај (УЕФА) |          |

| Р. Косово | 1 : 2                           | Пољска                    |
| --------- | ------------------------------- | ------------------------- |
| Сила 4’   | Извештај (ФИФА) Извештај (УЕФА) | Гец 17’ · Вијанковска 34’ |

| Белгија | 19 : 0                          | Јерменија |
| --- | ------------------------------- | --------- |
| Еурлингс 3’, 30’ · Вулаерт 5’, 34’, 51’, 90’, 90+2’ · Вијнантс 8’ · Тисијак 10’, 24’, 72’ · Кагни 17’, 28’, 33’ · Ванхаевермает 39’ · Теулингс 78’, 90+4’ · Кајман 81’, 88’ | Извештај (ФИФА) Извештај (УЕФА) |           |

| Албанија | 0 : 7                           | Норвешка                                                                            |
| -------- | ------------------------------- | ----------------------------------------------------------------------------------- |
|          | Извештај (ФИФА) Извештај (УЕФА) | Манум 23’, 77’ · Рејтен 60’ · Торисдотир 62’ · Савик 72’ · Хасунд 81’ · Терланд 84’ |

| Јерменија | 0 : 10                          | Норвешка |
| --------- | ------------------------------- | --- |
|           | Извештај (ФИФА) Извештај (УЕФА) | Терланд 31’, 34’ · Утланд 43’, 56’ · Манум 47’Реитен 51’ · Сенстеволд 59’ · Бергсванд 63’ · Илдхусеј 69’ · Енген 81’ (пен.) |

| Р. Косово    | 1 : 3                           | Албанија                              |
| ------------ | ------------------------------- | ------------------------------------- |
| Бигкај 45+3’ | Извештај (ФИФА) Извештај (УЕФА) | Максути 19’ · Доци 45’ · Краснићи 83’ |

| Белгија                                                    | 4 : 0                            | Пољска |
| ---------------------------------------------------------- | -------------------------------- | ------ |
| Каигни 15’ · Еурлингс 33’ · Кајман 38’ · Месјас 51’ (а.г.) | Извештај (ФИФА) Извештај (УЕФА)) |        |

| Норвешка                                           | 5 : 1                           | Р. Косово  |
| -------------------------------------------------- | ------------------------------- | ---------- |
| Хегерберг 21’, 23’, 60’ · Манум 31’ · Илдхусеј 84’ | Извештај (ФИФА) Извештај (УЕФА) | Мемети 55’ |

| Албанија | 0 : 5                           | Белгија                                       |
| -------- | ------------------------------- | --------------------------------------------- |
|          | Извештај (ФИФА) Извештај (УЕФА) | Каигни 37’, 43’ · Вулаерт 39’, 57’ · Блом 79’ |

| Пољска | 12 : 0                          | Јерменија |
| --- | ------------------------------- | --------- |
| Карчевска 4’, 24’, 27’, 46’, 51’, 73’ · Завистовска 17’, 58’ · Грабовска 44’ · Ачцинска 45+2’ · Бусевска 65’ · Запаља 67’ | Извештај (ФИФА) Извештај (УЕФА) |           |

| Јерменија | 0 : 4                           | Албанија                                 |
| --------- | ------------------------------- | ---------------------------------------- |
|           | Извештај (ФИФА) Извештај (УЕФА) | Доци 13’ · Максути 23’, 58’ · Ђини 45+2’ |

| Норвешка                          | 2 : 1                           | Пољска        |
| --------------------------------- | ------------------------------- | ------------- |
| Грзивинска 8’ (а.г.) · Хансен 16’ | Извештај (ФИФА) Извештај (УЕФА) | Карцевска 58’ |

| Р. Косово  | 1 : 6                           | Белгија                                                      |
| ---------- | ------------------------------- | ------------------------------------------------------------ |
| Мемети 68’ | Извештај (ФИФА) Извештај (УЕФА) | Каигни 22’ · Вулаерт 41’, 44’, 54’, 65’ (пен.) · Минаерт 77’ |

| Албанија     | 1 : 2                           | Пољска                |
| ------------ | ------------------------------- | --------------------- |
| Красничи 11’ | Извештај (ФИФА) Извештај (УЕФА) | Пајор 24’, 30’ (пен.) |

| Р. Косово               | 2 : 1                           | Јерменија         |
| ----------------------- | ------------------------------- | ----------------- |
| Метај 78’ · Халилај 87’ | Извештај (ФИФА) Извештај (УЕФА) | Смаили 77’ (а.г.) |

| Белгија | 0 : 1                           | Норвешка   |
| ------- | ------------------------------- | ---------- |
|         | Извештај (ФИФА) Извештај (УЕФА) | Хансен 61’ |

| Јерменија | 0 : 7                           | Белгија                                                                            |
| --------- | ------------------------------- | ---------------------------------------------------------------------------------- |
|           | Извештај (ФИФА) Извештај (УЕФА) | Еурлингс 10’ · Керкховен 24’, 51’, 55’ · Ванхаевермает 31’ · Вулаерт 41’ · Кес 80’ |

| Норвешка                                    | 5 : 0                           | Албанија |
| ------------------------------------------- | ------------------------------- | -------- |
| Хауг 12’, 15’, 66’ · Мјелде 23’ · Херте 70’ | Извештај (ФИФА) Извештај (УЕФА) |          |

| Пољска                                                                      | 7 : 0                           | Р. Косово |
| --------------------------------------------------------------------------- | ------------------------------- | --------- |
| Дудек 3’ · Лефелд 12’ · Пајор 13’, 37’, 53’ (пен.) · Мешјас 35’ · Козак 72’ | Извештај (ФИФА) Извештај (УЕФА) |           |

## Голгетерке
Укупно је постигнуто  154 голова у 30 утакмица, с просеком од 5.13 гола по утакмици.
16 голова
- Теса Вулерт

10 голова
- Тине Де Кејни

7 голова
- Никола Карчевска

6 голова
- Јанис Кајман
- Лиза-Мари Карлсенг Утланд
- Ева Пајор

5 голова
- Меги Доци
- Каролин Грем Хансен]
- Елизабет Терланд

4 гола
- Јасина Блом
- Хана Еурлинг
- Јустина Ванхаевермајет
- Фрида Манум

1 аутогол
- Виола Авдули (против Норбвешке)
- Блерта Смаили (против Јерменије)
- Габриела Грзивинска (против Норвешке)
- Малгоржата Мешјас (против Белгије)

## Белешке
1. ↑  CEST (УТЦ+2) за датуме између 28. марта и 31. октобра 2021. и између 27. марта и 30. октобра 2022., и CET (УТЦ+1) за све остале датуме.
2. ↑  Утакмица је суспендована у 71. минуту при резултату 0 : 9 због лошег времена. Утакмица је настављена 1. децембра у 11:00 АМТ.